# Iris van Herpen

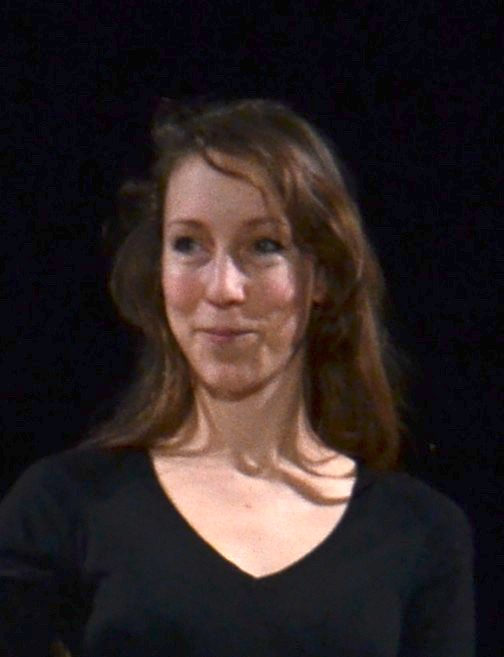
Iris van Herpen năm 2012

Iris van Herpen (5 tháng 6 năm 1984) là một nhà thiết kế thời trang người Hà Lan. Cô được biết tới là người đã kết hợp Haute Couture truyền thống và hiện đại một cách khéo léo, hài hòa . Van Herpen đã thành lập thương hiệu riêng của cô: Iris van Herpen vào năm 2007. Năm 2011, Herpen đã trở thành thành viên khách mời của Paris Chambre Syndicale de la Haute Couture, một phần của Fédération française de la couture. Bắt đầu từ thời điểm này, Van Herpen liên tục trưng bày các bộ sưu tập mới của mình tại Tuần lễ thời trang Paris. Những công trình của cô đã được đưa vào triển lãm trong Viện bảo tàng Mỹ thuật Metropolitan, Bảo tàng Victoria & Albert, Bảo tàng Cooper-Hewitt ở New York và Palais de Tokyo ở Paris.

## Sự nghiệp
Iris van Herpen sinh ra ở trị trấn Wamel thuộc tỉnh Gelderland, Hà Lan. Cô tốt nghiệp Đại học Mỹ thuật ArtEZ ở Arnheim năm 2006 . Sau đó thực tập tại Alexander McQueen ở London  và Claudy Jongstra tại Amsterdam  trước khi ra mắt thương hiệu riêng của mình vào năm 2007 . Herpen đã ra mắt bộ sưu tập Couture đầu tiên của cô "Chemical Crows" tại Tuần lễ thời trang Amsterdam 2007 .

## Cộng tác
Do mục tiêu của Herpen là luôn hướng đến sự sáng tạo, cô đã hợp tác với nhiều nghệ sĩ khác nhau như Jolan van der Wiel , Neri Oxman  và các kiến trúc sư như Philip Beesley , Benthem, Crouwel Architects . Do có hứng thú với khoa học công nghệ, Herpen cũng có hợp tác với CERN  và Viện Công nghệ Massachusetts .
Những cộng sự hợp tác lâu dài với Herpen:
- Bjork [15][16]
- Benjamin Millepied [17]
- Sasha Waltz [18]
- Nick Knight [19]

## Giải thưởng
- Giải thưởng ANDAM Grand Prix - ANDAM Grand Prix Award (2014) [20]
- Giải thưởng STARTS - STARTS Prize, được trao bởi Ủy ban Châu Âu (2016) [21]
- Giải thưởng Vermeer - Johannes Vermeer Award, giải thưởng nhà nước về nghệ thuật của Hà Lan (2017) [22]
- 2019 Prix Versailles World Judge [23]